# Theta2 Tauri
Título a ser usado para criar uma ligação interna é Theta2 Tauri.
Theta2 Tauri (78 Tauri) é uma estrela na direção da constelação de Taurus. Possui uma ascensão reta de 04h 28m 39.67s e uma declinação de +15° 52′ 15.4″. Sua magnitude aparente é igual a 3.40. Considerando sua distância de 149 anos-luz em relação à Terra, sua magnitude absoluta é igual a 0.10. Pertence à classe espectral A7III. É uma estrela variável delta Scuti. É membro do aglomerado aberto Híades.